# Nico l'arnaqueur
Série Nico Giraldi
Un flic très spécial
(1976) Brigade antimafia
(1978)
Pour plus de détails, voir Fiche technique et Distribution.
Nico l'arnaqueur (Squadra antitruffa) est un poliziottesco humoristique italien réalisé par Bruno Corbucci et sorti en 1977,. C'est le troisième film mettant en scène l'inspecteur Nico Giraldi joué par Tomas Milian.

## Synopsis
Franco Bertarelli, dit Venticello, va à l’aéroport avec l’intention d’escroquer les voyageurs, en utilisant une fausse carte gagnante du Totocalccio. Dans un autre lieu de Rome, le maréchal Nico Giraldi est occupé à dénoncer Tarcisio Pollaroli dit Er Fibbia, qui escroque les naïfs, affirmant que grâce à des prétendues pastilles japonaises, il peut transformer un plein d’eau en carburant. De retour au commissariat, il trouve Baruffaldi, un voyageur lombard escroqué d’une carte du Totocalccio, et après avoir compris qui est l’auteur de l’escroquerie, il fait irruption dans un bar et récupère l’argent escroqué.
Dans la soirée, le commissaire Tozzi avertit Giraldi qu’un détective de Lloyd’s, Robert Clayton, est arrivé de Londres, qui essaie de venir à la tête d’une escroquerie internationale : une arnaque basée sur de faux décès de personnes jamais assurées, avec l’assurance fantomatique Enutria.
Giraldi enquête et parvient à découvrir le nom de l’administrateur de l’assurance: Pasquale Pinarelli. Il court chez lui mais le trouve dans son lit mort, avec sa jeune maîtresse Anita Bevilacqua. Le maréchal est méfiant à la suite d'un message qu’il trouve dans la messagerie vocale, où un certain « Ange » dit Pinarelli lui conseille de chercher un certain Mylord à la boîte de nuit La Prugna, local fréquenté par les homosexuels.
Le maréchal tente d’intercepter Mylord, mais celui-ci lui échappe mais sera ensuite capturé par Clayton. Une fois amené au commissariat, Mylord place la police sur la piste de Angelo Tornabuoni, employé des Thermes de Tivoli (le même que la messagerie vocale de Pinarelli). Giraldi se rend le lendemain matin aux Thermes pour parler à Angelo, mais un mystérieux tueur tue ce dernier avec Mylord, qui s’est également rendu aux thermes.
Aux Thermes, Giraldi rencontre la sœur de Tornabuoni, qui le met sur la piste de Sergio Michettoni, arbitre de tennis, qui sera tué sur le court. Le tueur est un calabrais, un certain Armando Trani.
Un quatrième membre de l’assurance, le cascadeur Aldo Proietti, qui met en scène son propre meurtre devant Giraldi pour s’échapper à San Francisco et se sauver, grâce à l’aide de Venticello, entre également en scène. Giraldi découvre le truc de la fausse mort en voyant un film western où Proietti lui-même, cascadeur de métier, est tué de la même manière que la veille. Convaincus de Venticello de révéler où se cache Proietti, Giraldi et Clayton se rendent à San Francisco, où, pour entrer en contact avec la pègre locale, ils se livrent à de nombreuses escroqueries aux dépens des commerçants du quartier, protégés par le patron italo-américain Don Salvatore Passamonti. Entrés dans les grâces de ce dernier, les deux détectives, avec un stratagème, parviennent à capturer Proietti
De retour à Rome, Proietti est tué dès qu’il est sorti de l’aéroport, mais pendant le vol, il avait déjà avoué, permettant ainsi à Nico de comprendre que le mandant des meurtres est en fait l’avocat Ferrante, propriétaire de la télévision locale Antenna 7 et l’un des associés fondateurs d’Enutria Assicurazioni; qui, pour ne pas donner de soupçons, s’est porté candidat pour devenir le nouveau maire de Rome.
Giraldi rencontre l’avocat Ferrante et lui raconte une « histoire » (ce que Proietti a avoué en avion), et lui montre une cassette contenant l’enregistrement de l'« histoire », dit par Proietti lui-même.
Ferrante achète la cassette pour 50 millions de lires (une partie de l’argent escroqué par Enutria), afin que personne ne sache ce qui s’est passé; mais quand l’avocat se rend compte que la cassette contient en réalité un enregistrement de l’hymne national, une embuscade de la police est déjà prête à l’arrêter.
Clayton félicite Nico et lui donne un chapeau de Sherlock Holmes et ramène ensuite l’argent à Londres.

## Fiche technique
Sauf indication contraire, les informations mentionnées dans cette section peuvent être confirmées par la base de données cinématographiques IMDb,  présente dans la section « Liens externes ».
- Titre original : Squadra antitruffa[3]
- Titre français : Nico l'arnaqueur ou La Bavure policière[4]
- Réalisateur : Bruno Corbucci
- Scénario : Mario Amendola, Bruno Corbucci
- Photographie : Marcello Masciocchi
- Montage : Daniele Alabiso (it)
- Décors : Claudio Cinini (it)
- Costumes : Luciano Sagoni
- Musique : Guido et Maurizio De Angelis
- Producteurs : Galliano Juso (it)
- Sociétés de production : Cinemaster, Dear Film
- Pays de production :  Italie
- Langue de tournage : italien
- Format : Couleur (Telecolor) - 1,85:1 - Son mono - 35 mm
- Durée : 95 minutes (1h35)
- Genre : Poliziottesco, comédie policière
- Dates de sortie :
  - Italie : 12 novembre 1977
  - France : 20 février 1980[4]
  - Allemagne de l'Ouest : 14 août 1981

## Distribution
- Tomas Milian : Nico Giraldi
- David Hemmings : Robert Clayton
- Anna Cardini : La fille poursuivie
- Alberto Farnese : L'avocat Ferrante
- Massimo Vanni : Brigadier Gargiulo
- John P. Dulaney : Ballarin
- Leo Gullotta : Tarcisio Pollaroli dit « Er Fibbia »
- Roberto Alessandri : Aldo Proietti, dit « Er Picchio »
- Bombolo : Franco Bertarelli dit « Venticello »
- Antonio De Leo : Mylord
- Marcello Martana : Vice-commissaire Trentini
- Marcello Verziera : Le faux tueur à gages
- Nazzareno Natale : Le chauffeur de taxi
- Giancarlo Badessi : Baruffaldi
- Mario Donatone : L'automobiliste cocu
- Roberto Messina : Commissaire Tozzi
- Omero Capanna : Armando Trani
- Marco Tulli : Er Nasone, le complice à l'aéroport
- Giovanni Attanasio: La carabinier
- Mimmo Poli : Milady
- Andrea Aureli : Angelo Tornabuoni
- Francesco Anniballi : Le barman
- Jimmy il Fenomeno : Le client sur le marché